# ثيودور باسكين
ثيودور باسكين (بالإنجليزية: Theodore Baskin)‏ هو زمّار أمريكي، ولد في 14 يونيو 1950.